# Gonzaga palliatus
Gonzaga palliatus är en insektsart som beskrevs av Navás 1929. Gonzaga palliatus ingår i släktet Gonzaga och familjen guldögonsländor. Inga underarter finns listade i Catalogue of Life.